# Рђа (биологија)
Рђе су биљне болести узроковане патогеним гљивама реда Пуциниалес (раније познате као Урединалес).
Процењује се да је тренутно прихваћено 168 родова рђе и приближно 7000 врста, од којих више од половине припада роду Пуцциниа . Гљиве рђе су високо специјализовани биљни патогени са неколико јединствених карактеристика. Групно узете, гљиве рђе су разнолике и погађају многе врсте биљака. Међутим, свака врста има врло уски распон домаћина и не може се пренети на биљке које нису домаћини. Поред тога, већина гљивица рђе не може се лако узгајати у чистој култури.
Једна врста гљива рђе може заразити два различита биљна домаћина у различитим фазама свог животног циклуса и може произвести до пет морфолошки и цитолошки различитих структура које производе споре, односно спермогонију, аецију, урединију, телију и базидију у узастопним фазама размножавања. Свака спора је врло специфична за домаћина и обично може заразити само једну врсту биљака.
Гљиве рђе су обвезни биљни патогени који заразе само живе биљке. Инфекције почињу када спора слети на површину биљке, клија и напада свог домаћина. Инфекција је ограничена на биљне делове као што су лишће, петељке, нежни изданци, стабљика, плодови итд. Биљке са озбиљном инфекцијом рђе могу изгледати кржљаво, хлоротично (пожутело) или могу показивати знакове инфекције попут плодних тела рђе. Гљиве рђе расту унутарћелијски и стварају плодишта која производе споре унутар или, чешће, на површинама погођених биљних делова. Неке врсте рђе формирају вишегодишње системске инфекције које могу проузроковати деформације биљака као што су заостајање у расту, вештичина метла, рак стабљике, галице или хипертрофија погођених биљних делова.
Рђе су име добиле јер их се најчешће примећује као наслаге прашкастих рђастих или смеђих спора на биљним површинама. Римски пољопривредни фестивал Робигалиа (25. априла) древно је порекло у борби против пшеничне рђе.

## Утицаји
Рђе се сматрају најштетнијим патогенима за пољопривреду, хортикултуру и шумарство. Гљиве рђе су главна брига и ограничавајући фактори успешног узгајања пољопривредних и шумских култура. Рђа белог бора, рђа пшеничних стабљика, рђа соје и рђа кафе примери су велике штетне претње важним усевима са економског становишта.

## Животни циклус
Све рђе су обвезни паразити, што значи да им је потребан живи домаћин да заврши свој животни циклус. Рђе углавном не убијају биљку домаћина, али могу озбиљно смањити раст и принос. Усеви житарица могу бити уништени у једној сезони; стабла храста заражена у првих пет година рђом Cronartium quercuum често умиру.
Гљиве рђе могу да произведу до пет врста спора од одговарајућих типова плодишта током свог животног циклуса, у зависности од врсте.
Морфолошки типови гљива рђе
- 0 - Пицниоспорес ( Сперматиа ) из Пицнидиа. Они служе углавном као хаплоидне полне ћелије у хетероталним рђама .
- I - Аециоспоре из Аеције. Оне углавном служе као непонављајуће дикарионтске, асексуалне споре и настављају да заразе примарног домаћина.
- II - Урединиоспоре из Уредиа ( Урединиа ). Они служе као понављајуће дикарионтске вегетативне споре. Ове споре се називају фазом која се понавља, јер могу да изазову ауто-инфекцију на примарном домаћину, поново заразећи истог домаћина на коме су настале споре. Често су обилне, црвене / наранџасте и истакнути знак болести рђе.
- III - Телиоспоре из Телије . Ове дикариотске споре су често фаза преживљавања / презимљавања животног циклуса. Обично не заразе биљку директно; уместо тога клијају да би произвели базидију и базидиоспоре.
- IV - Басидиоспоре из Телиоспоре. Ове хаплоидне споре ветром често заразе алтернативног домаћина у пролеће.[6][7] Ретко се примећују ван лабораторије .

Гљиве рђе често су категорисане према животном циклусу. Три основна типа животних циклуса препознају се на основу броја врста спора као макроциклични, демициклични и микроциклични.
Макроциклични животни циклус има сва спора, демицикличком недостаје урединијално стање, а микроцикличном циклусу основно, пикнијално и ецијално стање, па поседују само урединију и телију. Спермагонија може бити одсутна код сваке врсте, али посебно у микроцикличном животном циклусу. У макроцикличним и демицикличним животним циклусима, рђа може бити или домаћин наизменичан (хетероециоус) (тј. Аецијско стање је на једној врсти биљке, а телиално стање на другој и неповезаној биљци), или наизменично ( аутоециоус ) (без домаћина) ( тј. ваздушна и телијална стања на истом биљном домаћину).
Хетероетичне гљиве рђе захтевају да два неповезана домаћина заврше свој животни циклус, при чему су примарни домаћини заражени аециоспорама, а алтернативни домаћин заражени базидиоспорама. То се може супротставити ауто-домаћој гљиви која може завршити све делове свог животног циклуса на једној врсти домаћина. Разумевање животних циклуса гљивица рђе омогућава правилно управљање болестима.

## Однос биљке домаћина и гљивице
Постоје одређени обрасци односа са биљним групама домаћинима и гљивицама рђе које на њима паразитирају. Неки родови гљивица рђе, нарочито Пуциниа и Уромицес, садрже врсте које су способне да паразитирају на биљкама многих породица. Чини се да су остали родови рђе ограничени на одређене биљне групе. Ограничење домаћина може се, код хетероетичних врста, применити на обе фазе животног циклуса или само на једну фазу.

## Процес заразе
Споре гљивица рђе могу се раширити ветром, водом или инсектима. Када спора наиђе на осетљиву биљку, она може клијати и заразити биљна ткива. Споре рђе обично клијају на биљној површини, израстајући кратку хифу која се назива заметна цев . Ова клица цев може лоцирати Стома од стране одговорног процеса додир познат као хигмотропим. То укључује оријентацију на гребене створене од ћелија епидерме на површини листа и расте усмерено док не наиђе на стому.
Преко стоме, хифални врх ствара инфективну структуру која се назива апресоријум . Са доње стране апресорија, танка хифа расте надоле да зарази биљне ћелије. Сматра се да је читав процес посредован осетљивим на истезање каналом калцијумових јонских канала смештених на врху хифе, који производе електричне струје и мењају ген израз, подстичући формирање апресоријума.
Једном када је гљива напала биљку, она прераста у биљне мезофилне ћелије, производећи специјализоване хифе познате као хаусторија. Хаусторија продире у ћелијске зидове, али не и кроз ћелијске мембране: биљне ћелијске мембране инвагинирају око главног хаусторијског тела формирајући простор познат као екстра хаусторска матрица. Врпца богата гвожђем и фосфором премошћује биљне и гљивичне мембране у простору између ћелија за проток воде, познатом као апопласт, спречавајући тако хранљиве материје да доспеју до ћелија биљке. Хаусториум садржи аминокиселинске и Хексоза шећера транспортере и Х+ - АТПасес које се користе за активним транспортом хранљивих материја из постројења, храни гљивице. Гљива наставља да расте, продирући у све више биљних ћелија, све док се не догоди раст спора . Процес се понавља сваких 10 - 14 дана, производећи бројне споре које се могу проширити на друге делове исте биљке или на нове домаћине.

## Уобичајене гљиве рђе у пољопривреди[6][8][14]
- Кронартиум рибицола ( рђа белог бора) ; примарни домаћини су рибизла, а бели борови секундарни. Хетероциклични и макроциклични
- Гимноспорангиум јунипери-виргинианае (рђа од кедра и јабука) ; Јуниперус виргиниана је примарни (телијални) домаћин, а јабука, крушка или глог секундарни ( ваздушни ) домаћин. Хетероециоус и демицикличан
- Хемилеиа вастатрик (рђа од кафе) ; Примарни домаћин је биљка кафе; непознати алтернативни домаћин. Хетероециоус
- Пхакопсора меибомиае и П. пацхирхизи ( сојина рђа ) ; Примарни домаћин је соја и разне махунарке. Непознати алтернативни домаћин. Хетероециоус
- Пуциниа цороната (крунска рђа овса и љуске) ; Зоб је примарни домаћин; Рхамнус спп. (Буцктхорн) је алтернативни домаћин. Хетероециоус и мацроцицлиц
- Пуциниа граминис ( матична рђа пшенице и Кентуцки блуеграсс, или црна рђа житарица ); Примарни домаћини су: плава трава из Кентуцкија, јечам и пшеница; Обична жутика је алтернативни домаћин. Хетероециоус и мацроцицлиц
- Пуциниа хемероцаллидис (рђа Даилили ) ; Даилили је примарни домаћин; Патрина сп је алтернативни домаћин. Хетероециоус и мацроцицлиц
- Пуциниа тритицина (рђа смеђе пшенице) у зрну
- Пуциниа соргхи (обична рђа кукуруза) [15]
- Пуциниа стриформис (жута рђа) житарица
- Уромицес апендицулатус у пасуљу (Пхасеолус вулгарис) [16]
- Пуциниа меланоцепхала (смеђа рђа шећерне трске)
- Пуциниа куехнии (наранџаста рђа шећерне трске )

## Управљање болестима гљивица рђе
Методе сузбијања болести гљивица рђе у великој мери зависе од животног циклуса одређеног патогена. Следе примери примене планова за управљање болестима који се користе за контролу макроцикличних и демицикличних болести:
Макроциклична болест: Израда плана управљања за ову врсту болести у великој мери зависи од тога да ли се фаза понављања (урединиоспоре) јавља на економски важној биљци домаћину или на алтернативном домаћину. На пример, фаза понављања болести рђе од мехура од белог бора не јавља се на белим боровима, већ код алтернативног домаћина, Рибизли. Током августа и септембра Рибизле дају телиоспоре које инфицирају беле борове. Уклањање алтернативног домаћина нарушава животни циклус гљивица рђе Кронартиум рибицола, спречавајући стварање базидиоспора које заразе примарног домаћина. Иако споре из белих борова не могу да заразе друге беле борове, споре за преживљавање могу презимити на зараженим боровима и поново заразити Рибизле. следеће сезоне. Заражено ткиво уклања се из белих борова и строгих карантина Рибизли одржавају се у областима високог ризика.
Пуциниа граминис је макроциклична хетероециоус гљива која узрокује болест рђе на стабљици пшенице. Фаза понављања ове гљиве јавља се на пшеници, а не на алтернативном домаћину, жутику . Фаза понављања омогућава да болест опстане у пшеници, иако се алтернативни домаћин може уклонити. Садња отпорних усева идеалан је облик превенције болести, међутим, мутације могу довести до нових сојева гљивица који могу савладати отпорност биљака. Иако се болест не може зауставити уклањањем алтернативног домаћина, животни циклус је поремећен и стопа мутације је смањена због смањене генетске рекомбинације. То омогућава усевима узгојеним отпором да остану ефикасни током дужег временског периода.
Демициклична болест: Будући да се у животном циклусу демицикличних гљива не понавља фаза, уклањање примарног или алтернативног домаћина пореметиће циклус болести. Ова метода, међутим, није високо ефикасна у лечењу свих демицикличних болести. На пример, болест рђе од кедровине и јабуке може потрајати упркос уклањању једног од домаћина, јер се споре могу ширити са велике удаљености. Озбиљношћу болести рђе кедра и јабуке може се управљати уклањањем базидиоспоре које производе гале из смреке или применом заштитних фунгицида на смреке.

### Кућна контрола
Болести рђе су веома тешке за лечење. Фунгициди као што су Манцозеб или Трифорине може да помогне, али никада не може да искорени болест. Доступна су нека органска превентивна решења, а познато је да сумпорни прах зауставља клијање спора. Високи хигијенски стандарди, добра дренажа тла и пажљиво заливање могу смањити проблеме. Било која појава рђе мора се одмах решити уклањањем и спаљивањем свих погођених листова. Компостирање или остављање заражене вегетације на земљи шириће болест.

### Комерцијална контрола
У неким великим усевима фунгициди се примењују ваздухом. Процес је скуп и примена фунгицида је најбоље резервисана за сезоне када су фолијарне болести озбиљне. Истраживања показују да што је већа озбиљност фолијарне болести, то је већи повраћај од употребе фунгицида. Јужна болест кукурузне рђе, може се заменити са уобичајеном рђом. Карактеристична карактеристика јужне рђе је та што се пустуле углавном формирају на горњој површини листа, а споре су више наранџасте боје. Јужна рђа се брже шири и има већи економски утицај када и даље постоје топли и влажни временски услови. Правовремене примене фунгицида за сузбијање јужне рђе су пресудније него код обичне рђе,
За болести рђе могу се применити разне превентивне методе:
- Висок ниво влаге може погоршати симптоме болести рђе. Избегавање надземног заливања ноћу, наводњавањем кап по кап, смањењем густине усева и употребом вентилатора за циркулацију ваздушног тока може смањити тежину болести.
- Употреба биљних сорти отпорних на рђу
- Плодоред усева може прекинути циклус болести јер су многе рђе специфичне за домаћина и не одржавају се дуго без свог домаћина.
- Инспекција увозних биљака и сечења на симптоме. Важно је континуирано посматрати биљке, јер болести рђе имају латентни период (биљка има болест, али не показује симптоме).
- Употреба семена без болести може смањити појаву неких рђа [18]

### Погођене биљке домаћини
Вероватно је да су неке врсте рђе погођене већином биљних врста. Рђе су често назване по врсти домаћину коју заразе. На пример; Пуциниа кантхии инфицира цветну биљку коктел ( Ксантхиум ). Недавно је пријављено укупно 95 гљивица рђе које припадају 25 родова повезаних са 117 врста шумских биљака које припадају 80 родова домаћина под 43 породице домаћина са западних Гата, Керала, Индија.

#### Гљиве рђе укључују
- Aecidium
- Cerotelium
- Chaconia
- Coleosporium
- Crossopsora
- Didymopsorella
- Hamspora
- Hapalophragmidium
- Hemileia
- Kernkampella
- Kuehneola
- Kweilingia
- Macabuna
- Maravalia
- Melampsora
- Olivea
- Physopella
- Puccinia
- Ravenelia
- Uraecium
- Uredo
- Uredopeltis
- Uromyces
- Xenostele
- Zaghouania'

#### Родови заражени рђом укључују[1]
- Acacia
- Acalypha
- Ageratina
- Albizia
- Arundinaria
- Bambusa
- Bidens
- Blepharis
- Bombax
- Bridelia
- Callicarpa
- Canarium
- Canthium
- Catunaragam
- Cinnamomum
- Cissus
- Cleistanthus
- Clerodendron
- Coffea
- Coix
- Cosmostigma
- Crotalaria
- Dalbergia
- Dendrocalamus
- Derris
- Diospyros
- Dipterocanthus
- Elaeagnus
- Elephantopus
- Elettaria
- Eragrostis
- Euphorbia
- Ficus
- Flacourtia
- Grewia
- Holarrhena
- Holoptelia
- Hypericum
- Ichnocarpus
- Ischaemum
- Jasminum
- Justicia
- Loesneriella
- Luvunga
- Meiogyne
- Meliosma
- Mimusops
- Morus
- Neolitzea
- Ocimum
- Olea
- Oxalis
- Pavetta
- Persicaria
- Phyllanthus
- Plectranthus
- Plumeria
- Pongamia
- Premna
- Protasparagus
- Rubus
- Salix
- Spondia
- Strobilanthes
- Strychnos
- Tabernaemontana
- Terminalia
- Toddalia
- Trichosanthes
- Vernonia
- Vigna
- Wrightia
- Xanthophyllum
- Xylia
- Ziziphus

#### Неки од познатијих домаћина укључују
- Arisaema triphyllum, Jack-in-the-pulpit
- Avena sativa, Oats
- Berberis vulgaris, Шимширика
- Vicia faba - Боб (биљка)
- Coffea arabica - Кафа
- Crataegus monogyna - Hawthorn
- Chrysanthemum
- Cydonia - Quince
- Euphorbia maculata, Spotted Spurge
- Fuchsia spp,
- Garlic - Бели лук
- Hordeum vulgare, Barley
- Juniperus virginiana, Red Cedar (Juniper apple disease)
- Juniperus communis - Клека (врста)
- Allium ampeloprasum - Leek
- Malus – Јабука
- Mentha piperita - Peppermint
- Mespilus - Мушмула
- Onion - Црни лук
- Pelargonium
- Primula veris
- Primula vulgaris
- Pyrus - Pear
- Rosa spp, Ружа
- Triticum spp., Wheat
- Oxalis spp., Oxalis
- Secale cereale, Rye
- Senecio vulgaris - Common groundsel
- Xanthium canadense Cocklebur

## Хиперпаразити рђе
У породици Сфаеропсидацеае гљива Сфаеропсидалес, врсте рода Дарлуца су хиперпаразити на рђама.

## Галерија
- Гљива рђе на листу, под малим увећањем.
- Урединиоспоре гљивице рђе.
- Дијаграм који представља процес заразе гљивицама рђе
- Рђа на луку